# Hortensia Mancini
Ortensia u Hortense Mancini, duquesa de Mazarino (Roma, 6 de junio de 1646 - Chelsea (Londres), 9 de noviembre de 1699), fue la sobrina favorita del Cardenal Mazarino, primer ministro de Francia, y amante de Carlos II, rey de Inglaterra, Escocia e Irlanda. Fue la cuarta de las famosas hermanas Mancini, quienes junto a sus dos primas Martinozzi, fueron conocidas en la corte de Luis XIV como las Mazarinettes.

## Primeros años, familia y matrimonio
Fue una de las cinco hermanas conocidas por su belleza, nació en Roma como Ortensia, hija del barón Lorenzo Mancini, aristócrata italiano. Después de la muerte de su padre en 1650, su madre, Jerónima Mazzarini, llevó a sus hijas de Roma a París con la esperanza de utilizar la influencia de su hermano, el Cardenal Mazarino, para obtener matrimonios ventajosos. Las cuatro hermanas de Hortensia fueron:
- Laura Mancini (1636-1657), casada con Luis de Borbón, duque de Vendôme, se convertiría en madre del famoso general francés Luis José de Borbón, duque de Vendôme.
- Olimpia Mancini (1638-1708), casada con Eugenio Mauricio de Saboya-Carignano, se convertiría en madre del famoso general austriaco el príncipe Eugenio de Saboya.
- María Mancini (1639-1715), casada con Lorenzo Colonna, fue el primer amor del rey Luis XIV de Francia.
- María Ana Mancini (1649-1714), casada con Maurice Godefroy de la Tour d'Auvergne, duque de Bouillon, sobrino del famoso mariscal Enrique, vizconde de Turena.

Sus primas, las Martinozzi, también se trasladaron a Francia con el mismo objetivo, obtener buenos matrimonios. La mayor, Laura Martinozzi, se casó con Alfonso IV de Este, duque de Módena, se convertiría en madre de María de Módena, segunda esposa del rey Jacobo II de Inglaterra. La menor, Ana María Martinozzi, se casaría con Armando de Borbón, príncipe de Conti.
Las Mancini también tuvieron tres hermanos, Pablo, Felipe y Alfonso.

### Propuestas de matrimonio
Carlos II de Inglaterra, primo hermano de Luis XIV, le propuso matrimonio a Hortensia en 1659, pero su oferta fue rechazada por el Cardenal Mazarino, quien pensaba que un rey exiliado tendría muy pocas posibilidades. Mazarino se dio cuenta de su error cuando Carlos II fue restituido como Rey de Inglaterra solo unos meses después. Mazarino se convirtió entonces en el pretendiente y ofreció una dote de 5 millones de libras, pero Carlos se negó. Si bien el matrimonio no llegaría a materializarse, los dos se cruzarían en el mismo camino años más tarde.
Hortensia sería pretendida después por Carlos Manuel II, duque de Saboya, otro primo hermano de Luis XIV, pero los acuerdos fracasaron cuando el Cardenal Mazarino se negó a incluir la fortaleza-castillo de Pignerol en la dote. Por razones similares, una propuesta hecha por el duque de Lorena también fracasó.

### Matrimonio fallido
El 1 de marzo de 1661, a los quince años, Hortensia se casó con uno de los hombres más ricos de Europa, Armand-Charles de la Porte, duque de La Meilleraye. Por su matrimonio con Hortensia se le concedió el título de Duque de Mazarino. A la muerte del Cardenal Mazarino, tuvo acceso a la enorme herencia de su esposa, incluyendo el Palais Mazarin de París, sede de numerosas piezas de arte.
El matrimonio fracasó. Hortensia era joven, brillante y popular, Armand-Charles era avaro y extremadamente celoso, por no decirse que mentalmente inestable. Su extraño comportamiento incluía el prevenir que las vacas no fueran ordeñadas en sus dominios (a su juicio, las ubres de las vacas tenían fuertes connotaciones sexuales) y de que todas sus sirvientas tuviesen los dientes delanteros en mal estado para evitar la atracción de los hombres.
Fue a partir de ese momento que Hortensia comenzó una relación lésbica con Sidonie de Courcelles. En un intento por solucionar la "inmoralidad" de su esposa, su marido envió a ambas a un convento. Esta táctica fracasó, ya que las dos fastidiaron con bromas a las monjas: añadían tinta al agua bendita, inundaron las camas de las monjas, y se paseaban libremente por la chimenea. 
A pesar de sus diferencias, Hortensia y su marido tuvieron cuatro hijos:
- Marie Charlotte de La Porte Mazarin (28 de marzo de 1662 – 13 de mayo de 1729), casada con Louis Armand de Vignerot du Plessis, conde de Agénias, duque de Aiguillon.
- Marie Anne de La Porte Mazarin (1663 - octubre de 1720), convertida en abadesa.
- Marie Olympe de La Porte Mazarin (1665 – 24 de enero de 1754), casada con Louis Christophe Gigault, marqués de Bellefonds y de Boullaye.
- Paul Jules de La Porte, duque de Mazarino y de La Meilleraye (25 de enero de 1666 – 7 de septiembre de 1731), casado con Félice Armande Charlotte de Durfort.

### Abandono del matrimonio
Dejando atrás a sus pequeños hijos, Hortensia finalmente hizo un intento por escapar de su infernal matrimonio la noche del 13 de junio de 1668, con la ayuda de su hermano, Felipe, duque de Nevers, quien adquirió caballos y una escolta para ayudarla en su viaje a Roma, donde contaba con la posibilidad de refugiarse con su hermana María Mancini, ahora la princesa Colonna.

## Protección de Luis XIV y del duque de Saboya
El rey Luis XIV de Francia se declaró su protector y le asignó una pensión anual de 24 mil libras. Su antiguo pretendiente, Carlos Manuel II, duque de Saboya, también se declaró su protector. Como resultado de ello, Hortensia se retiró a Chambéry en la Alta Saboya, estableciendo su residencia como un lugar de encuentro de autores, filósofos y artistas. Después de la muerte del duque, sin embargo, su situación cambió a peor por medio de la viuda del duque, María Juana Bautista de Saboya-Nemours, debido a la implicación romántica de Hortensia con su marido.

## Carlos II
Después de la muerte de Saboya, Hortensia no tuvo ninguna fuente de ingresos, su marido congeló todos sus ingresos, incluyendo la pensión de Luis XIV.
El embajador inglés en Francia, Ralph Montagu, consciente de la desesperada situación de Hortensia, decidió ayudarla sabiendo que mejoraría su propia posición con Carlos II. Él esperaba que ella reemplazaría a la entonces amante del rey, Louise de Kerouaille, duquesa de Portsmouth. Hortensia estaba dispuesta a intentarlo. En 1675, viajó a Londres bajo el pretexto de una visita a su joven prima, María de Módena, la nueva esposa del hermano menor de Carlos II, Jacobo, duque de York. Iba vestida como hombre; su predilección por el travestismo se piensa que era una expresión externa de su bisexualidad. Allí se hizo salonnière y fue amante del exiliado libertino Saint-Évremond.
En Inglaterra protagonizó algunos escándalos, incluido ser amante de Anne de Sussex, hija de una amante del rey y, según los rumores, del propio rey. Ambas llegaron a protagonizar una escena inusitada al batirse en un duelo de prácticas en camisón.

## Literatura
- Pierre Combescot. Les petites Mazarines. Grasset, Paris 1999, ISBN 2-253-14982-9
- Grant Hayter-Menzies. Shadow on Earth. Hortense Duchess Mazarin. En: The European History Journal 5, 1998.
- Señoras que se empotraron hace mucho. Cristina Domènech. Editorial Plan B. ISBN:

9788417001933